# Amiota deltoidea
Amiota deltoidea är en tvåvingeart som beskrevs av Zhang och Chen 2006. Amiota deltoidea ingår i släktet Amiota och familjen daggflugor. Inga underarter finns listade i Catalogue of Life.